# Seven Steps to the Green Door

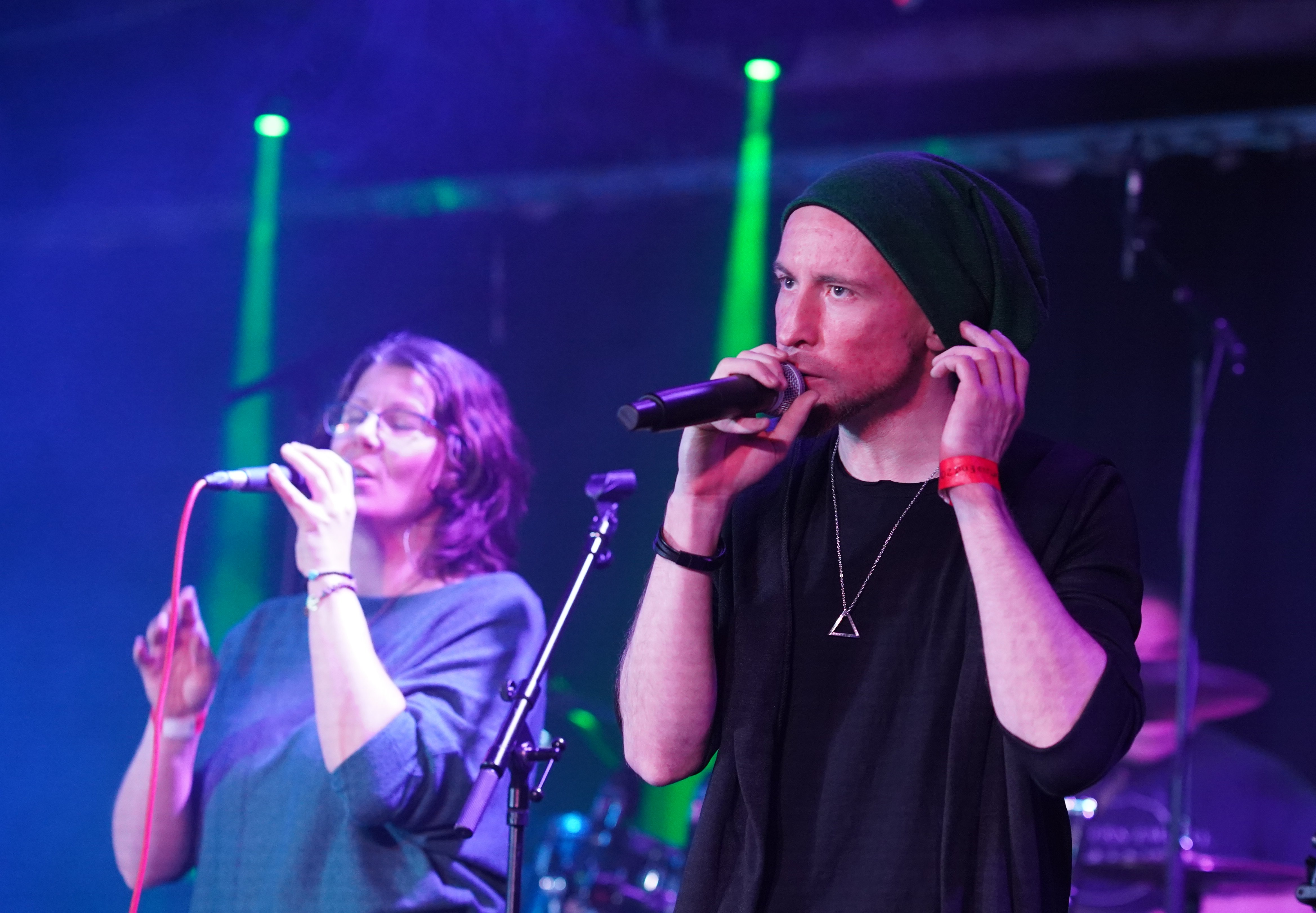
Seven Steps to the Green Door (2023)

Seven Steps to the Green Door ist eine sogenannte Progressive-Crossover-Band aus Deutschland, die 2004 gegründet wurde.

## Geschichte
Seven Steps to the Green Door wurde im Jahr 2004 von Schlagzeuger Ulf Reinhardt, Bassist Heiko Rehm (beide Ex-Mothers Pride) und Keyboarder und Saxophonist Marek Arnold (Toxic Smile, Ex-Stern-Combo Meißen, Cyril, Flaming Row) gegründet. Im selben Jahr stießen Sänger Lars Köhler und Gitarrist Andreas Gemeinhardt dazu. Erste eigene Songs wurden Anfang 2005 im Studio aufgenommen. Ebenfalls ab 2005 unterstützte Ronny Gruber (Ex-Testimony) als weiterer Sänger die Band und Anfang 2006 wurde diese durch die Stimme von Anne Trautmann komplettiert.
Beim Label F.-act-Records veröffentlichten Seven Steps to the Green Door Mitte des Jahres 2006 ihr Debütalbum The Puzzle. Noch im selben Jahr gewannen sie den „Deutschen Rock- und Pop-Preis“ für dieses Album in gleich zwei Kategorien (Progressive und Experimental). 2008 erschien das zweite Album Step in 2 My World beim amerikanischen Label progrockrecords. Aus der Zusammenarbeit mit dem Autor Thoralf Koss entstand das Konzeptalbum The?Book, welches kritisch den Umgang mit Glauben und Selbstfindung aufarbeitet. Gemeinsam mit vielen Gästen (u. a. Musiker von Flaming Row, Toxic Smile, Sjaella) wurde das Album realisiert und erschien 2011 bei Progressive Promotion. 2012 wurde gemeinsam mit dem Softwareunternehmen Glanzkinder eine interaktive App für iOS zu The?Book umgesetzt.
Am 9. November 2015 erschien, wie der Vorgänger beim deutschen Label Progressive Promotion Records, das vierte Album Fetish. Gitarrist Martin Schnella (Flaming Row) ersetzte nun als vollwertiges Bandmitglied Andreas Gemeinhardt und produzierte das Album gemeinsam mit Marek Arnold. Auf dem Album wirkten diverse Gäste mit, darunter Arno Menses (Subsignal) und Arnolds Bandkollegen bei United Progressive Fraternity, Daniel Mash und Steve Unruh. Der Erfolg des Albums führte zu Einladungen auf Festivals und andere Veranstaltungsorte. 2016/17 führte die Fetish-Tour die Band, gemeinsam mit dem neuen Live-Gitarristen Stephan Pankow (Toxic Smile), dem Sänger Sören Flechsig und der Sängerin Jana Pöche so u. a. auf die Festivals Night of the Prog (DE), Crescendo (FR), ArtRock Festival (DE) und Summers End (UK).
Das 5. Album The?Lie, das am 30. April 2019 veröffentlicht wurde, ist der zweite Teil des Konzeptalbums The?Book. Für die Arbeiten daran holte sich die Band neben Thoralf Koss auch den amerikanischen Lyriker George Andrade, der eine Storyline entwickelte und die Texte schrieb. Außerdem wurden neue Figuren der Handlung mit dem Multiinstrumentalisten und Sänger Peter Jones (Tiger Moth Tales, Camel, The Tangent) und Jana Pöche besetzt. Der Großteil der Gitarren auf dem Album wurde durch Luke Machin (Maschine, The Tangent, Francis Dunnery Band) arrangiert und eingespielt, als Gäste sind u. a. der zwischenzeitlich feste Bassist Michael Schetter (Relocator, Time Shift Accident), Steve Unruh (Violine), Susann Kammler (Oboe) auf dem Album vertreten. Der bisherige Gitarrist Martin Schnella ist nicht als Musiker vertreten, übernahm aber Mixing und Mastering. Das Album, produziert von Marek Arnold, erschien wiederum auf dem Label Progressive Promotion Records.
Im Januar 2020 gab es mit Martin Fankhänel (Gitarre) und seit 2022 mit Robert Brenner (Bass, ehemals Toxic Smile) zwei feste neue Mitglieder in der Band. Sören Flechsig kehrte außerdem als Sänger in die Band zurück und ersetzte Lars Köhler. Der amerikanische Texter George Andrade wurde vollwertiges Bandmitglied. Die Band tourt in diesem Line Up und gastiert u. a. beim renommierten Festival "2days prog +1"in Italien. Im Januar 2023 kehrte Gründungsmitglied Andreas Gemeinhardt als Gitarrist in die Band zurück, nachdem Martin Fankhänel die Band verlassen hatte. 2024 verließ Robert Brenner die Band wieder, Denis Straßburg übernahm seinen Posten am Bass. Als weiterer Sänger kommt Michael "Larry B." Brödel zur Band.
2024 erschien mit dem sechsten Album "The?Truth" der dritte und finale Teil der Konzepttrilogie zu "The?Book".

## Diskografie
- 2006: The Puzzle (F.-act-Records)
- 2008: Step in 2 My world (progrockrecords)
- 2011: The?Book (Progressive Promotion Records)
- 2015: Fetish (Progressive Promotion Records)
- 2019: The?Lie (Progressive Promotion Records)
- 2024: The?Truth (Progressive Promotion Records)